# Médaille Param Vishisht Seva
La médaille Param Vishisht Seva (PVSM) est une récompense militaire de l'Inde. Elle a été créée en 1960 et existe encore de nos jours (2020). Elle est décernée en reconnaissance d'un service exceptionnel en temps de paix et peut être décernée à titre posthume. Tous les grades des forces armées indiennes, y compris l'armée territoriale, les forces auxiliaires et de réserve, les officiers et autres personnels des services infirmiers et d'autres forces armées légalement constituées sont éligibles pour cette décoration.

## Dessin
La médaille est de forme ronde, de 35 mm de diamètre et montée sur une barrette horizontale simple avec raccord standard. Elle est dorée. Sur son avers est en relief une étoile à cinq branches et sur son revers est l'emblème de l'État indien avec l'inscription en relief le long du bord supérieur. Le ruban est de couleur or avec une bande bleu foncé au centre le divisant en deux parties égales. Si un récipiendaire de la médaille se voit décerner à nouveau la médaille par la suite, chaque nouvelle récompense sera identifiée par une barrette fixée en travers du ruban soutenant la médaille. Pour chacune de ces barrettess, un insigne miniature d'un modèle approuvé par le gouvernement doit être ajouté au ruban lorsqu'il est porté seul,.

## Voir également
- Médaille Ati Vishisht Seva
- Médaille Vishisht Seva
- Médaille Sarvottam Yudh Seva
- Médaille Uttam Yudh Seva